# Párizs 2. kerülete
Párizs 2. kerülete (IIe arrondissement) Franciaország fővárosának 20 kerületének egyike. A beszélt francia nyelvben ezt a kerületet a köznyelvben deuxième (második/a második) néven emlegetik. Helyileg az 1., 3. és 4. kerületekkel együtt kormányozzák, amelyekkel együtt Párizs 1. szektorát alkotja.
A Bourse néven is ismert kerület a Szajna jobb partján fekszik. A 2. kerület a szomszédos 8. és 9. kerületekkel együtt fontos üzleti negyednek ad otthont, amelynek középpontjában a párizsi Opéra áll, ahol a város legsűrűbben koncentrálódó üzleti tevékenységei találhatók. A kerületben található az egykori Paris Bourse (tőzsde) és számos bankközpont, valamint a Sentier néven ismert textilnegyed és az Opéra-Comique színház, a Salle Favart és a Grand Rex, Párizs legnagyobb mozija.
Itt található Párizs legtöbb fennmaradt 19. századi üvegezett kereskedelmi árkádja is. A 19. század elején Párizs legtöbb utcája sötét, sáros volt, és nem voltak járdák. Néhány vállalkozó lemásolta a Passage des Panoramas sikerét és a jól megvilágított, száraz és burkolt gyalogos átjárókat. A 19. század közepére körülbelül két tucat ilyen kereskedelmi sétálóutca létezett, de a legtöbbjük eltűnt, mivel a párizsi hatóságok leaszfaltozták a főutcákat, járdákat építettek ki, és gázüzemű közvilágítást is kiépítettek. A kereskedelmi túlélők - a Passage des Panoramas mellett - a Galerie Vivienne, a Passage Choiseul, a Galerie Colbert, a Passage des Princes, a Passage du Grand Cerf, a Passage du Caire, a Passage Lemoine, a Passage Jouffroy, a Passage Basfour, a Passage du Bourg-L'abbé és a Passage du Ponceau.

## Közlekedés

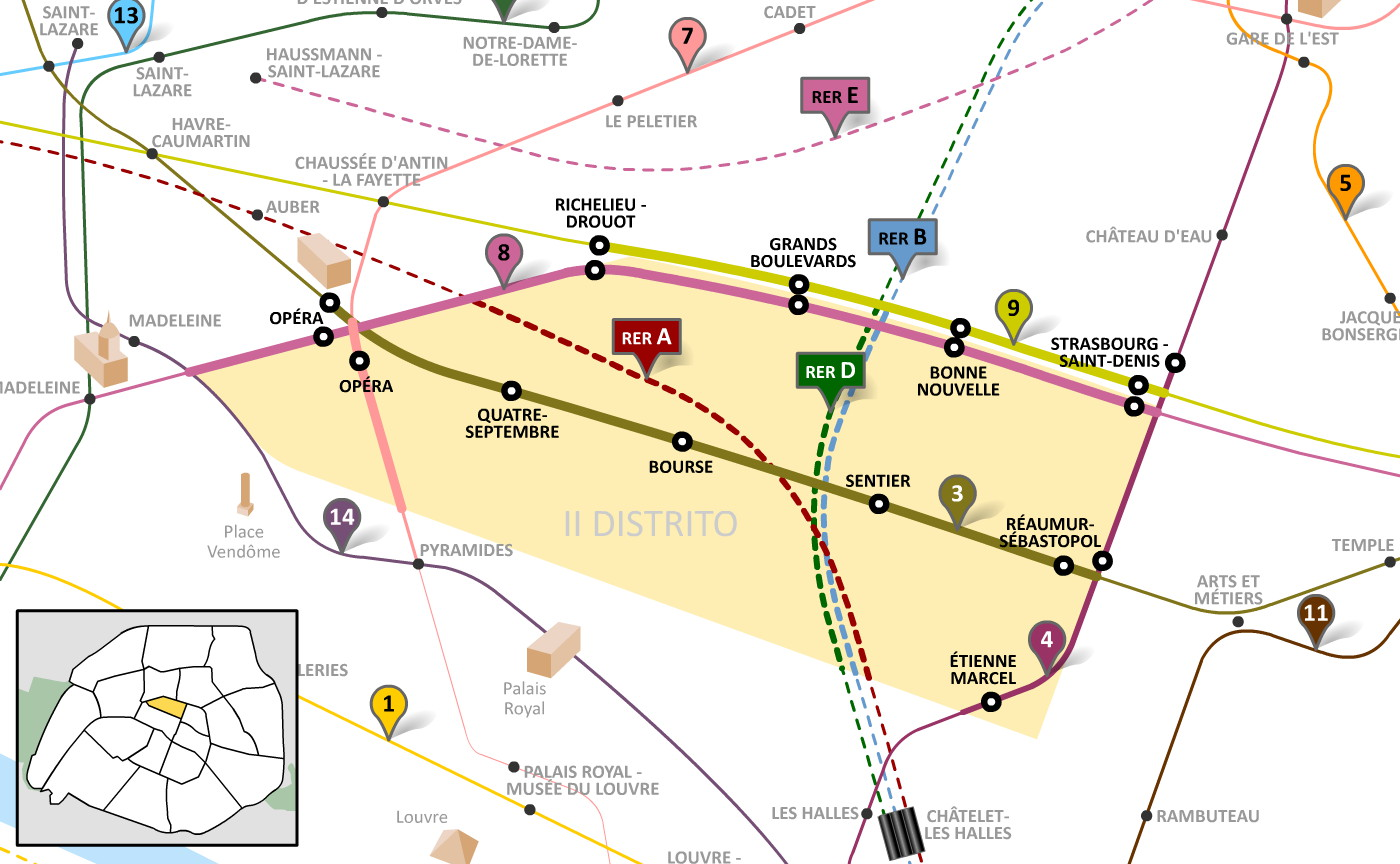
Az 1. kerület metróvonalai

## Népesség
| Lakosok száma | 20 410 | 20 900 | 21 420 | 21 595 | 21 130 | 21 119 | 20 433 |
|               | 2016   | 2017   | 2018   | 2019   | 2020   | 2021   | 2022   |